# Censimento degli Stati Uniti d'America del 1790

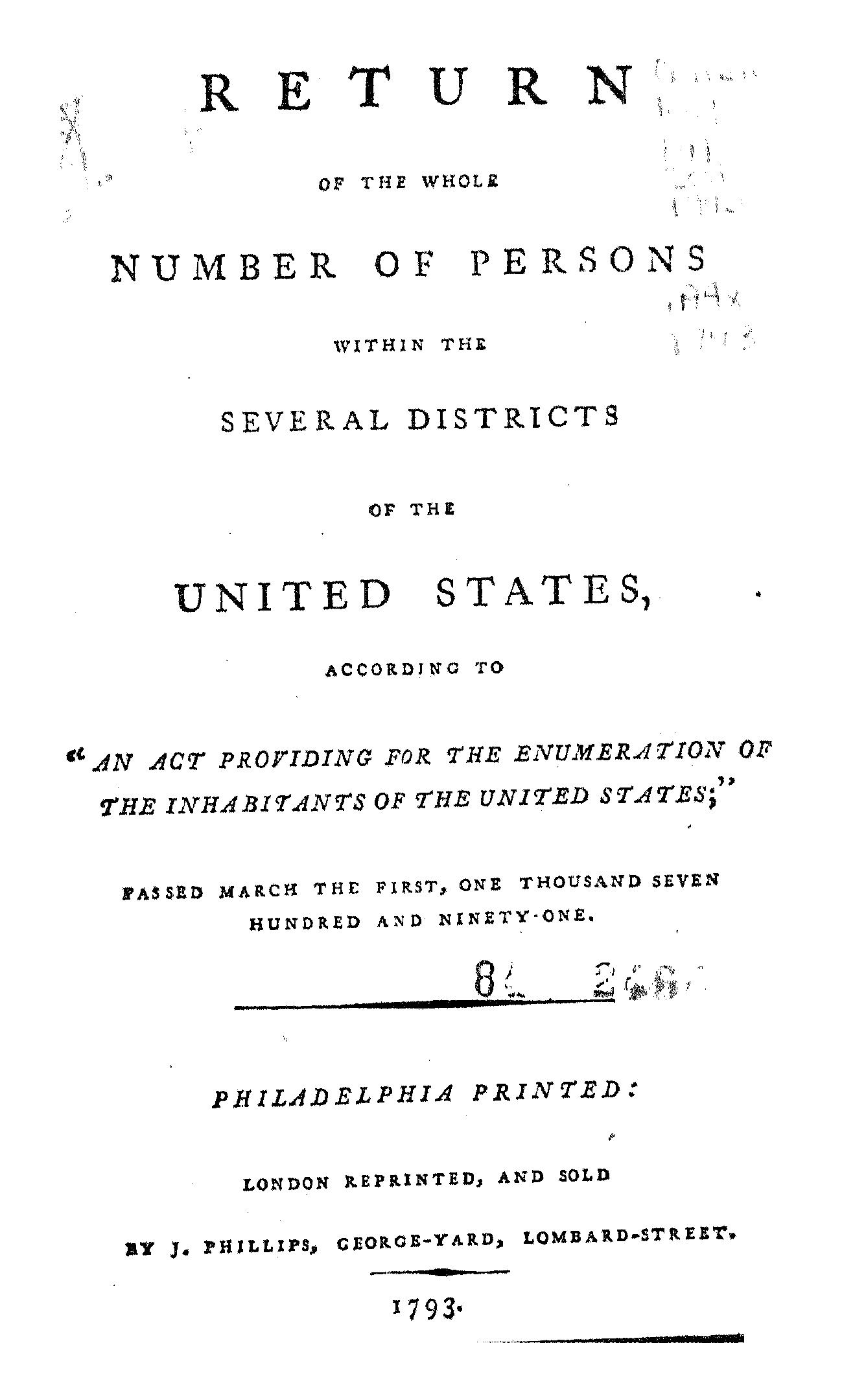
Prima pagina del censimento degli Stati Uniti d'America del 1790

Il censimento degli Stati Uniti d'America del 1790 fu il primo censimento condotto negli Stati Uniti d'America. Indetto il 2 agosto 1790 durante la presidenza di George Washington mostrò che in quell'anno erano 3929326
le persone residenti negli Stati Uniti e 697697 erano schiavi.
I dati censiti relativi a Delaware, Georgia, New Jersey e Virginia furono poi smarriti tra il 1790 ed il 1830.

## Sommario
Gli stati più popolosi, cittadini liberi e schiavi compresi, erano gli stati della Virginia (747610), Pennsylvania (434373), Carolina del Nord (393751), Massachusetts (378787) e New York (340120).
Gli stati più popolosi, contando i soli cittadini liberi erano Virginia (454983), Pennsylvania (430636), Massachusetts (378787), New York (318796) e Carolina del Nord (293179).
Le città più popolose erano New York (33131), Philadelphia (28522) e Boston (18320).

## Dati
All'atto del censimento vennero richieste le seguenti informazioni:
- Nome del campo famiglia
- Numero di componenti maschi bianchi liberi di età uguale o superiore a 16 anni, incluso il capo famiglia
- Numero di componenti maschi bianchi liberi di età inferiore a 16 anni
- Numero di componenti femmine bianche, incluso il capo famiglia
- Numero di tutte le altre persone, esclusi gli indiani non tassati.
- Numero di schiavi

Seguono le informazioni rilevate dal censimento del 1790.
| Distretto               | Maschi bianchi liberi ≥ 16 anni | Maschi bianchi liberi < 16 anni | Femmine bianche libere senza distinzione di età | Altre persone libere | Schiavi | Totale  |
| ----------------------- | ------------------------------- | ------------------------------- | ----------------------------------------------- | -------------------- | ------- | ------- |
| Vermont                 | 22435                           | 22328                           | 40505                                           | 255                  | 16ª     | 85539 b |
| New Hampshire           | 36086                           | 34851                           | 70160                                           | 630                  | 158     | 141885  |
| Maine                   | 24384                           | 24748                           | 46870                                           | 538                  | Nessuno | 96540   |
| Massachusetts           | 95453                           | 87289                           | 190582                                          | 5463                 | Nessuno | 378787  |
| Rhode Island            | 16019                           | 15799                           | 32652                                           | 3407                 | 948     | 68825   |
| Connecticut             | 60523                           | 54403                           | 117448                                          | 2808                 | 2764    | 237946  |
| New York                | 83700                           | 78122                           | 152320                                          | 4654                 | 21324   | 340120  |
| New Jersey              | 45251                           | 41416                           | 83287                                           | 2762                 | 11423   | 184139  |
| Pennsylvania            | 110788                          | 106948                          | 206363                                          | 6537                 | 3737    | 434373  |
| Delaware                | 11783                           | 12143                           | 22384                                           | 3899                 | 8887    | 59094c  |
| Maryland                | 55915                           | 51339                           | 101395                                          | 8043                 | 103036  | 319728  |
| Virginia                | 110936                          | 116135                          | 215046                                          | 12866                | 292627  | 747610  |
| Kentucky                | 15154                           | 17057                           | 28922                                           | 114                  | 12430   | 73677   |
| Carolina del Nord       | 69988                           | 77506                           | 140710                                          | 4975                 | 100572  | 393751  |
| Carolina del Sud        | 35576                           | 37722                           | 66880                                           | 1801                 | 107094  | 249073  |
| Georgia                 | 13103                           | 14044                           | 25739                                           | 398                  | 29264   | 82548   |
| Territorio del sudovest | 6271                            | 10277                           | 15365                                           | 361                  | 3417    | 35691   |
| Totale                  | 813365                          | 802127                          | 1556628                                         | 59511                | 697     | 3929326 |

aIl censimento del 1790  pubblicato nel 1791 riportava 16 schiavi nel Vermont. In seguito e fino al 1860 tale numero fu modificato in 17. Un esame successivo mostrò tuttavia che non vi furono schiavi in Vermont. L'errore nacque durante la pubblicazione dei risultati quando 16 persone che si erano classificate come libere ma di colore vennero catalogate come "schiavi".
bCorretto in seguito a 85 425  ossa 114 in meno di quanto pubblicato nel 1790 a causa di un errore durante il calcolo dei risultati per le città di Fairfield  Milton  Shelburne e Williston nella Contea di Chittenden; Brookfield  Newbury  Randolph e Strafford nella Contea di Orange; Castleton  Clarendon  Hubbardton  Poultney  Rutland  Shrewsburg e Wallingford nella Contea di Rutland; Dummerston  Guilford  Halifax e Westminster nella Contea di Windham; Woodstock nella Contea di Windsor.
cCorretto a 59 096  ossia 2 in pié di quanto pubblicato ne 1790 a causa di un errore di calcolo.

## Disponibilità dei dati
Per il censimento del 1790 sono disponibili i soli dati statistici relativi al numero di residenti, non sono quindi presenti altri "microdati" come l'età o il livello di istruzione o l'impiego.
Dati aggregati relativi ad aree di dimensioni minori possono essere consultati attraverso il National Historical Geographic Information System.